# Y Wladfa
Y Wladfa (kymriska: Kolonin) avser den kymriska koloniseringen av Argentina. Koloniseringen började 1865 och skedde främst längs med regionen Chubuts kust i Patagonien. I dag bor det omkring 50 000 människor av kymrisk härkomst, varav 5 000 talar språket. Kolonins främsta städer är Gaiman, Trelew, Trevelin, Puerto Madryn, Rawson och Dolavon.

## Etymologi
Michael D. Jones gav kolonin namnet Y Wladfa som ordagrant betyder just ”kolonin” på kymriska. Y är den bestämda artikeln och wlad är en konsonantmuterad form av gwlad som betyder ”land” och kommer från det urkeltiska ordet *wlati- (”suveränitet”). Suffixet -fa betyder ungefär ”plats”, ”ställe”. 

## Historia

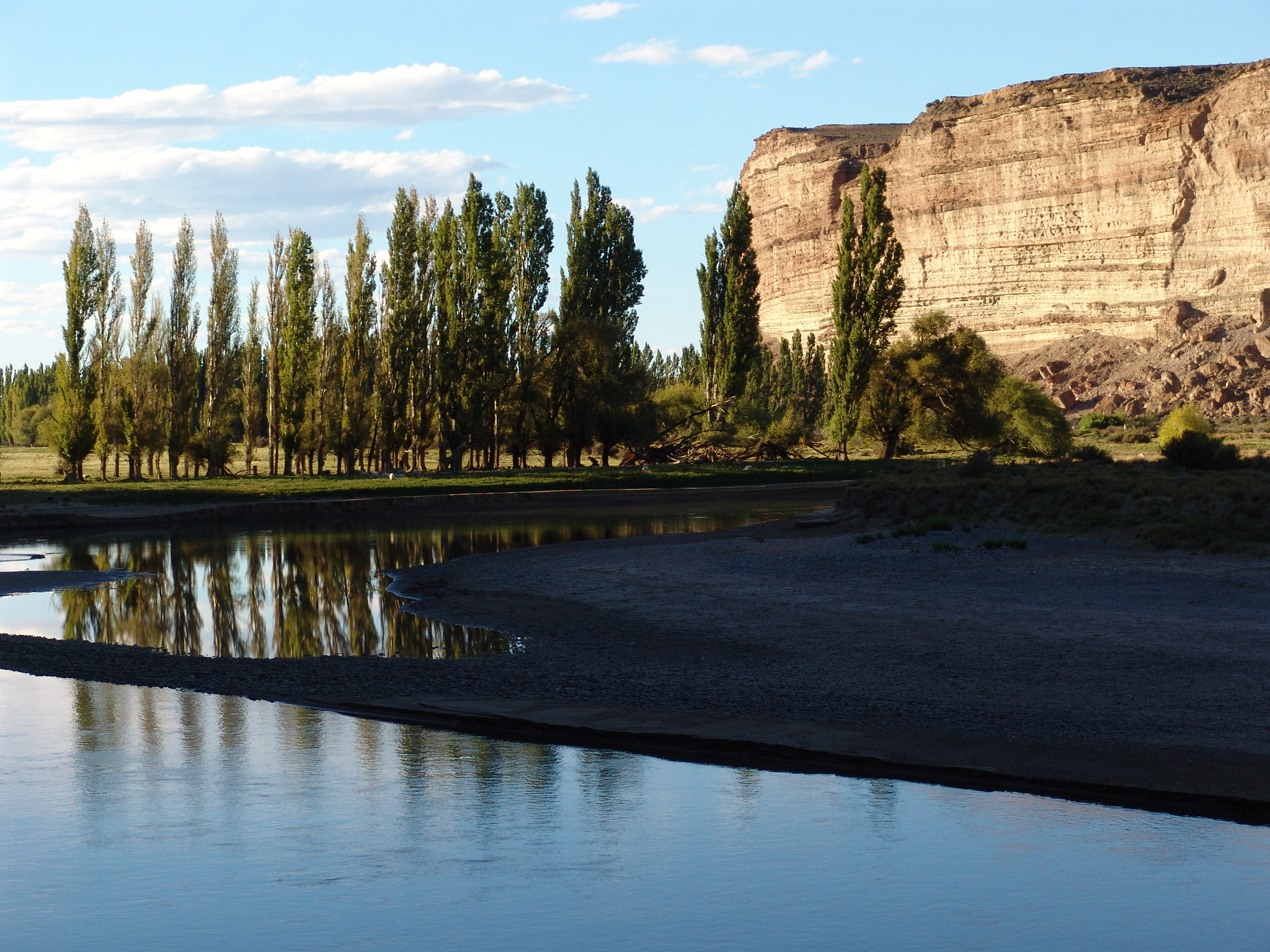
Chubutfloden, Afon Camwy.

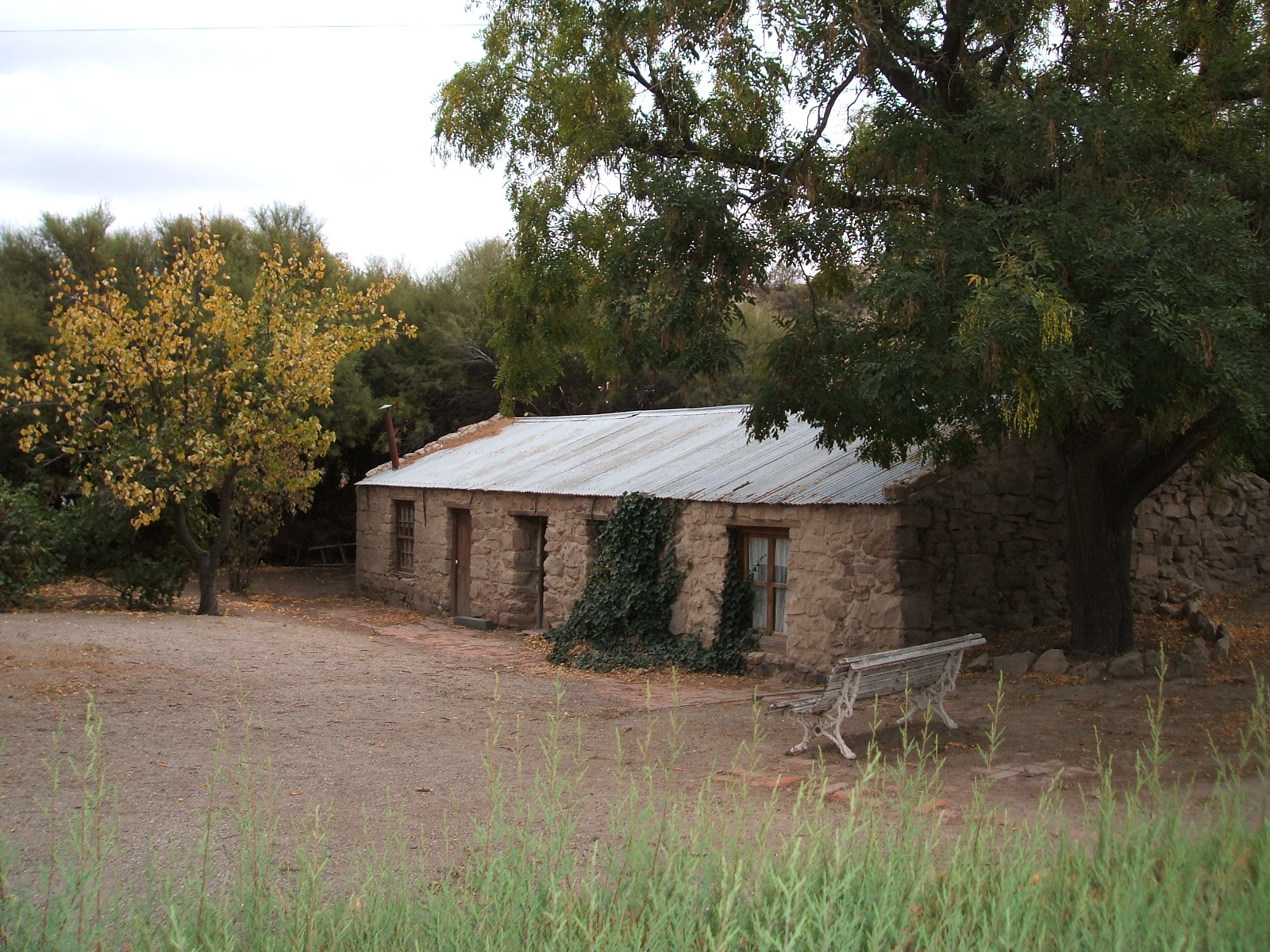
Ett stenhus från en tidig kymrisk bosättning.

En av dem som trodde på idén att grunda en självständig kymrisktalande koloni var Michael D. Jones. Jones föddes i byn Llanuwchllyn i Gwynedd, Wales 1822. Efter att ha tillbringat en tid i Ohio flyttade han tillbaka till Wales vid 31 års ålder där han ägnade sig åt radikal nationalistisk politik. Vid den tiden flyttade många till USA från både England och Wales och assimilerades i de engelsktalande staterna. Förutom en bosättning i Brasilien hade dock inga försök gjorts att etablera en kymrisk koloni i den icke-engelsktalande världen. Han valde Patagonien och kallade idén för Y Wladfa, ”kolonin”. 1865 seglade 153 människor med skeppet Mimosa från Liverpool till en plats norr om Chubutfloden som de kallade för Puerto Madryn. Sedan for gruppen inåt Chubut till och vid ett övergivet fort grundlade de Trerawson. Under 1865 anlände fler från Wales.
I och med att kolonin blev kändare skickade militärchefen i Carmen de Patagones ut en trupp som skulle hissa den argentinska flaggan i Trerawsons fort, och kolonin blev en integrerad del i den argentinska staten efter en kompromiss eftersom kolonin var i behov av praktiskt bistånd. Således fick man följa argentinska lagar och man fick tala spanska. Fler och fler kymrer anlände till Chubut och kolonin expanderade inåt landet och grundlade platser såsom Cwm Hyfryd.

## Modern historia

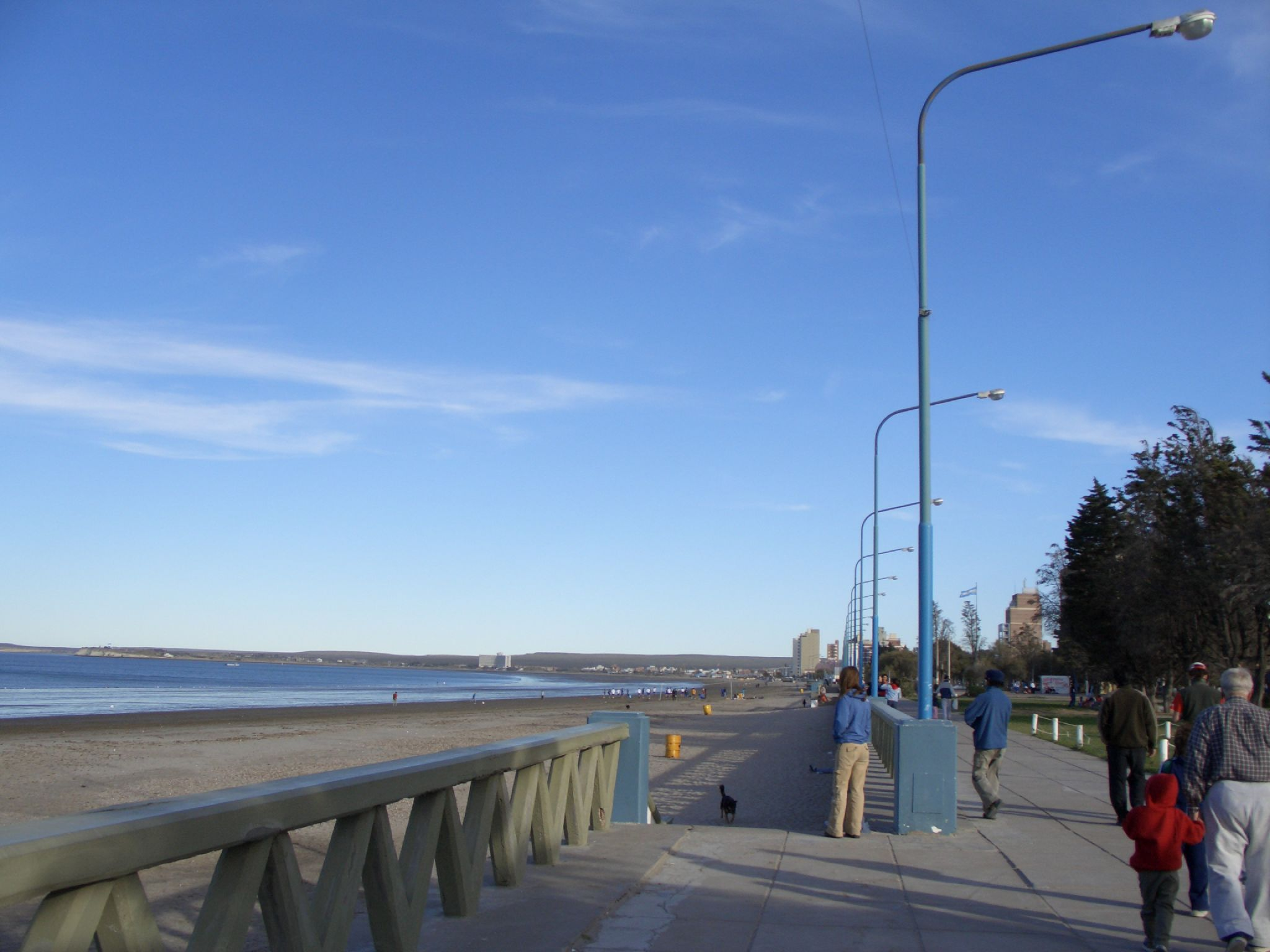
Stranden vid Puerto Madryn.

I dag är Gaiman centret av det kymrisktalande Argentina. Sedan 1960-talet har nya kontakter knutits mellan Wales och Argentina, vilket har lett till ett ökat intresse för den kymriska kulturen bland ättlingarna till nybyggarna. Sedan 1965 hålls Eisteddfod del Chubut, en poesi- och musiktävling på både kymriska och spanska.

### Webbkällor
1. 1 2 3  ”Wales and Argentina” (på engelska). Arkiverad från originalet den 16 oktober 2012. https://web.archive.org/web/20121016085047/http://www.wales.com/en/content/cms/English/International_Links/Wales_and_the_World/Wales_and_Argentina/Wales_and_Argentina.aspx. Läst 6 februari 2011.
2. ↑  ”Glaniad, historical background” (på engelska). Arkiverad från originalet den 9 februari 2012. https://web.archive.org/web/20120209162224/http://www.glaniad.com/about.php?lang=en. Läst 6 februari 2011.